# Diversorum patrum sententiae
Die Diversorum patrum sententiae (auch Sammlung in 74 Titeln oder 74-Titel-Sammlung) sind eine kleine Kanones-Sammlung, die in der zweiten Hälfte des elften Jahrhundert wahrscheinlich im heutigen Nordostfrankreich, Westdeutschland oder Benelux-Raum entstand und zahlreiche Kanones zugunsten des Papsttums und monastischer Gemeinschaften enthält.